# Ugomgebirge
Das Ugomgebirge (usbekisch Ugom tizmasi; kasachisch Өгем; russisch Угамский хребет) ist ein Gebirgszug im äußersten Westen des Tienschan.
Es erstreckt sich über eine Länge von 100 km in NO-SW-Richtung entlang der Grenze zwischen Usbekistan und Kasachstan. Das Ugomgebirge bildet eine südwestliche Fortsetzung des Talas-Alataus. Es erreicht eine maximale Höhe von 4238 m. Der Gebirgszug verläuft zwischen den Flusstälern von Piskom (im Osten) und Ugom (im Westen). Das Gebirge besteht aus Granit und Kalkstein. Es gibt stellenweise Karsterscheinungen und Granit-Intrusionen.
An den Berghängen wachsen vorherrschend Ephemere sowie subtropische Steppenvegetation. In Tallagen wachsen Laubwälder. Im Hochgebirge ist alpine Wiesensteppe vorherrschend.